# حسين الشرع
حسين علي الشرع (ولد 1946 م) هو أكاديمي وكاتب سوري ذو فكر قومي عربي ناصري. وهو والد الرئيس السوري الحالي أحمد الشرع، زعيم هيئة تحرير الشام التي أسقطت نظام بشار الأسد.

## ولادته ونشأته
ولد حسين علي محمد خالد الشرع عام 1946، في بلدة فيق في زوية حوران جنوب الجولان، تقع إداريًّا ضمن محافظة القنيطرة في الجزء المحتل منها. كانت أسرته من كبار المُلَّاك وذوي الوجاهة في المنطقة. شاركت أسرته في ثورة الزوية (1920-1927) على الاستعمار الفرنسي في سورية، وعمل أبوه في التجارة. درس في بلدته حتى المرحلة الثانوية في ثانوية فيق.

## بدايته الفكرية والسياسية
استلهم أفكاره من مبادئ القومية العربية والزعامة الكاريزماتية التي تجسدت في الرئيس المصري السابق جمال عبد الناصر. في عام 1963 شارك في مظاهرات في بلدته مناهضة لانفصال سوريا عن مصر وضد انقلاب 1963 في سوريا الذي قام به حزب البعث العربي الاشتراكي وهو طالب في الثانوية، فاعتقل مع عدد من أقرانه لمدة أربعة أيام وأفرج عنهم بعد وساطات عشائرية. رفض الانضمام إلى البعث السوري، وسافر إلى الأردن بغرض السفر إلى القاهرة، ولكنه اعتقل في الأردن مدة شهر ونصف. أرادت السلطات الأردنية إبعاده فخيرته بين السفر إلى السعودية أو العراق، فاختار العراق لتعاطفه سياسيا وفكريا مع البعث العراقي، وهناك أكمل الثانوية في المدرسة الإعدادية ودرس في كلية الاقتصاد والعلوم السياسية في جامعة بغداد وتخرج منها عام 1969. خلال فترة وجوده في العراق حدثت نكسة 1967 واحتلال الجولان وتدمير بلدته ونزوح أهلها ومنهم والده وأسرته.

## حياته العملية
عاد إلى سوريا بعد تخرجه عام 1969، قبيل الانقلاب الذي أوصل حافظ الأسد إلى السلطة عام 1970. وسجن هناك فور وصوله مدة قصيرة، عمل مدرسًا للغة الإنكليزية في درعا لمدة عام واحد، ثم عين في الشركة العامة للنفط وأصبح مديرًا للشؤون الاقتصادية ومستشارًا في وزارة النفط. في عام 1972 ترشح لعضوية مجلس محافظة القنيطرة عن الجبهة الوطنية التقدمية ونجح في دورة 1972-1976. وفي العام التالي 1973 ترشح لمجلس الشعب ولم يُوفق.

### سفره إلى السعودية
تصاعد العداء بين شقي البعث السوري والعراقي نهاية السبعينات، فآثر السفر إلى السعودية في عام 1979 بعد تعاقده مع وزارة البترول السعودية بوظيفة باحث اقتصادي، ألف خلالها عدة كتب تخصصية، وهناك أيضا كتب مقالات سياسية واقتصادية في جريدتي الرياض والجزيرة حتى استقال من عمله عام 1988.

### عودته إلى سوريا
عاد إلى سوريا عام 1989، وسكن عند عودته في حي المزة غرب دمشق. إبان أحداث الثورة السورية اضطر للفرار من سورية والاستقرار في مصر ، بعد ذياع صيت ابنه أحمد الشرع في المعارضة المسلحة.

## سيرته الأكاديمية
أثناء عمله في شركة النفط العامة في سورية قام بعدة أبحاث تخصصية وألف كتابين تخصصيين. وفي السعودية كتب عدة كتب تخصصية في غالبها في الاقتصاد وإدارة الموارد والنفط في الوطن العربي.
كتبه التي كتبها في فترة التقاعد يغلب عليها الطابع الفكري والسياسي والتاريخي. استمر في تأليف ونشر الكتب حتى عام 2023.

## كتبه
كتب حسين الشرع عشرات المقالات في الصحف والمجلات في بيروت والرياض ودمشق، بالإضافة إلى عدد من الكتب، منها:
1. البترول العربي بين الإمبريالية والتنمية (الامتيازات التقليدية) 1973. صادر عن المؤسسة العربية للدراسات والنشر (بيروت).
2. البترول والمال العربي في معركة التحرير والتنمية (1974 صادر عن الدار ذاتها أعلاه).
3. تخطيط الصناعات البتروكيميائية في سوريا (أطروحة) 1975.
4. النفط ومستقبل التنمية في الوطن العربي، إصدار (دار العلوم) مدينة الرياض 1982.
5. الاقتصاد السعودي ومستقبل التنمية، إصدار (دار العلوم) مدينة الرياض 1983.
6. الاقتصاد السعودي في مرحلة بناء التجهيزات الأساسية (إصدار الجمعية السعودية للثقافة والفنون)، (الخطط الخمسية 1970 - 1935)، مدينة الرياض 1986.
7. منظمة الأوبك 1960-1985: التحولات الكبرى والتحدي المستمر. دار طلاس، دمشق. 1987.[11]
8. الأهمية الاقتصادية والتنمية للطرق والمواصلات (إصدار دار المالك) الرياض 1987.
9. الأهمية الاقتصادية للموانئ في التنمية (إصدار دار المالك) الرياض 1987.
10. أهمية الكهرباء في التنمية الشاملة (إصدار دار المالك) الرياض 1988.
11. الاقتصاد السوري (مكامن القوة ونقاط الضعف)، دمشق دار الأهالي 1998.
12. القيامة السورية (في كيفية إعادة إعمار سوريا)، دار نقش للطباعة 2022.
13. العبودية التاريخية ومنهجية الاستعباد في حكم سوريا، دار نقش للطباعة 2023.
14. الشقة 43، دار نقش 2020.
15. بؤس النظام العربي، دار نقش 2020.
16. الرؤوس الحامية (رواية سياسية واقتصادية واجتماعية)، دار نقش 2020.
17. ثورة الزويّة السورية المنسية 1920-1927» (2020).
18. بغداد مدينتي، دار نقش 2021.
19. الأحزاب السياسية في البلاد العربية، دار نقش 2023.
20. الطريق إلى سورية الجديدة، دار ميسلون 2025.